# Port de Saint-Jean
45° 16′ 21,05″ N, 66° 02′ 29,99″ O

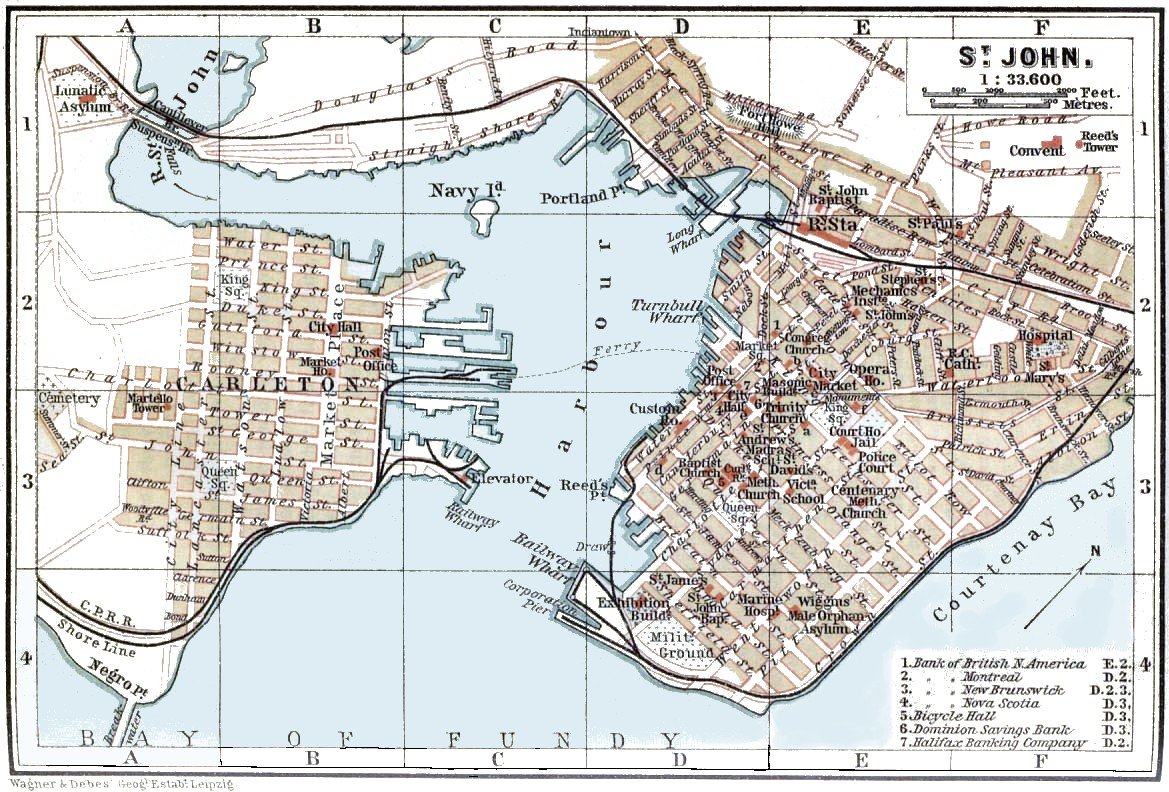
Carte de Saint-Jean en 1894

Le port de Saint-Jean est un des ports importants au Canada. Situé à Saint-Jean, principale ville du Nouveau-Brunswick, il est géré par l'Administration portuaire de Saint John (la municipalité utilise uniquement le nom anglais de la ville).

## Géographie

### Situation
Le port Saint-Jean se situe à l'embouchure du fleuve Saint-Jean dans la baie de Fundy.

### Description
Le port Saint-Jean se compose de trois principales parties :
- Le port principal
- La baie de Courtenay
- L'avant-port

Les installations portuaires se trouvent dans le port principal et la baie de Courtenay. L'avant-port, situé au sud de l'île Partridge, constitue une aire d'ancrage et comprend les approches du port où l'on accède en empruntant le chenal principal.

### Les marées
Les marées de la baie de Fundy sont les plus fortes au monde. Elles peuvent atteindre jusqu'à 28′ 0″ (8,53 m). Elles sont si importantes que cela crée le phénomène des chutes réversibles.
La hauteur de l'eau varie de 0-7 pieds, au-dessus du zéro des cartes à marée basse, jusqu'à 22-28 pieds à marée haute.

## Installations

### Rive gauche (est)
Le terminal Pugsley C sert à la manutention de marchandises diverses tandis que le terminal Lower Cove, celui de conteneurs et de marchandises en vrac.
La rive gauche possède aussi une gare maritime (terminaux Pugsley A/B) pour les bateaux de croisières.
Le terminal à potasse sert à la livraison de la matière première arrivant par train, d'aussi loin que la Saskatchewan. Il a une capacité de chargement de 2700 tonnes par heure. Le port sert aussi à la livraison du sel gemme.
Les travaux de construction d’un nouveau terminal méthanier à pointe Mispec, dans l’avant-port, ont débuté et devraient se terminer avant la fin de 2008. Il aura la capacité de traiter 28 millions de mètres-cubes de gaz qui seront expédiés sur les marchés canadien et américain (Maritimes & Northeast Pipeline (M&NP) près de St. Stephen), par un pipeline qui est également en cours de construction.
Construit par Canaport LNG, ce terminal est constitué d'un quai (terminal d'importation) pour accueillir les méthaniers, d'unités de stockage, d'une usine de regazéification du gaz naturel liquéfié, une première au Canada, et d'autres éléments permettant la réinjection du gaz naturel dans le réseau.

### Rive droite (ouest)
La Gare maritime Bay Ferries est le port d'attache du traversier Princess of Acadia, qui traverse la baie de Fundy deux fois par jour vers Digby, en Nouvelle-Écosse.